# Furacão Otis
O furacão Otis foi um ciclone tropical compacto, mas devastador, que fez landfall em outubro de 2023 perto de Acapulco como um furacão de categoria 5. Otis foi o primeiro furacão do Pacífico a atingir a categoria 5 e ultrapassou o furacão Patricia como o furacão mais forte a tocar a terra já registrado no Pacífico. A décima quinta tempestade tropical, décimo furacão, oitavo grande furacão, e segundo furacão de categoria 5 da temporada de furacões no Pacífico de 2023. Otis originou-se de uma perturbação a várias centenas de quilômetros ao sul do Golfo de Tehuantepec. Inicialmente previsto para ser apenas uma tempestade tropical fraca no seu pico de intensidade, Otis passou por uma intensificação explosiva que fez atingir ventos máximos de 270 km/h (170 mph) e atingiu landfall no pico de intensidade. Uma vez em terra, o furacão enfraqueceu rapidamente, antes de se dissipar no dia seguinte. O furacão causou pelo menos 39 mortes e deixou pelo menos 10 desaparecidos.
Ao atingir a costa a oeste de Acapulco, os fortes ventos de Otis danificaram muitos dos edifícios da cidade. Ocorreram deslizamentos de terra e inundações que resultaram de fortes chuvas contínuas. As comunicações foram cortadas, inicialmente, deixando as informações sobre o impacto do furacão em grande parte desconhecidas. Muitas estações de rádio também foram danificadas. Na sequência, a cidade não tinha água potável e o governo de Guerrero mobilizou milhares de militares para ajudar os sobreviventes.

## História meteorológica
O Centro Nacional de Furacões (NHC) dos Estados Unidos primeiro notou em 15 de outubro que uma área de baixa pressão era esperada de se formar a sul da Guatemala e El Salvador para meados dessa semana. Em 18 de outubro uma área grande de baixa pressão formou-se a algumas centenas de milhas sul do Golfo de Tehuantepec e estava a gerar trovoadas desorganizadas. O sistema aumentou a sua organização no próximos dias, tornando-se uma depressão tropical às 15h00 UTC em 22 de outubro. Nessa época, a depressão era forte perto do seu centro bem definido, aumentando a atividade de convecção. Seis horas depois, seguindo um aumento marginal de organização, a depressão tornou-se uma tempestade tropical e recebeu o nome Otis. A nova tempestade estava se movendo lentamente para norte a qual estava situada dentro de corrente leve entre um vale de baixa pressão a noroeste e uma crista de alta pressão a nordeste. Durante a noite, convecção profunda ativou-se na porção noroeste da circulação com o centro tornando-se parte nos topos das nuvens mais frias. Mesmo assim, a moção convectiva estagnou cedo em 23 de outubro devido ao cisalhamento de leste, que atrasou mais organização e deixou o centro parcialmente exposto. Pelas 03h00 UTC em 24 de outubro, as imagens de satélite de micro-ondas mostravam uma estrutura anular de baixa altitude no canal de 37 GHz, apesar da vista geral esfarrapada do sistema. O NHC notou que as imagens eram possivelmente percursores de um evento de intensificação explosiva.
Pela manhã de 24 de outubro, Otis esta a se organizar com mais convecção e expansão de correntes para fora de nuvens cirrus. A intensificação explosiva começou, permitida por um cisalhamento enfraquecido do sudeste e temperaturas da superfície do mar quentes de 29–31 °C (84–88 °F). Nas imagens visíveis de satélite, um olho tornou-se aparente e Otis chegou ao estado de Categoria 3 pelas 21h00 UTC em 24 de outubro. Esta atualização era baseada em dados da uma missão dos Caçadores de furacões. As leituras revelaram que Otis estava mais forte que as imagens de satélite e a Técnica Dvorak sugeriam que Otis estava a sofrer uma intensificação explosiva, com a pressão central a cair 10 mb (0.30 inHg) entre passagens. O NHC continuou a observar o aumento da organização do furacão durante o dia, sem sinais da intensificação abater. Às 03h00 UTC em 25 de outubro, o NHC atualizou Otis para um furacão de Categoria 5. Em 24 horas, Otis tinha-se intensificado desde uma tempestade tropical de 80 km/h (50 mph) para um furacão de Categoria 5 de 260 km/h (160 mph), um aumento de 175 km/h (110 mph), segundo apenas para o Furacão Patricia como o maior aumento de 24 horas já registrado no Pacífico Oriental. Apesar de sua extrema intensidade, Otis foi um furacão relativamente pequeno, com ventos fortes que se estendiam para fora apenas até 110 km (70 mi) de seu centro.
Depois de se tornar um furacão de Categoria 5, Otis fortaleceu-se um pouco mais, e às 06h25 UTC on em 25 de outubro, o furacão atingiu terra perto de Acapulco no pico de intensidade, com ventos de 270 km/h (165 mph) e uma pressão central de 923 mb (27.3 inHg), tornando-se o primeiro furacão do Pacífico registrado a atingir a intensidade da Categoria 5, ultrapassando o furacão Patricia como o furacão mais forte do Pacífico. Em geral, foi o quarto furacão a atingir o México por ventos sustentados, atrás dos seguintes furacões no Atlântico, cada com ventos sustentados de 280 km/h (175 mph): Janet em 1955, Anita em 1977, em Dean em 2007. Otis rapidamente enfraqueceu depois do desembarque, baixando de intensidade para uma tempestade tropical pelas 18h00 UTC e dissipando-se nas seguintes três horas.

### Erros de previsão
A intensidade de pico de Otis e percurso final estavam bem fora do havia sido previsto pela NHC. Quando o ciclone tropical se formou, três dias antes do chegar a terra, a previsão do caminho não mostrava que Otis iria chegar a terra firme, em vez disso curvando para oeste como um ciclone tropical fraco. Tarde em 23 de outubro, apenas 24 antes do furacão atingir a intensidade de categoria 5, a previsão do NHC previa o pico de intensidade de apenas 110 km/h (70 mph). A previsão do caminho mudou-se para mostrar Otis fazendo o desembarque, mas apenas 16 horas antes de atingir terra, a NHC previa que Otis atingiria o pico como um furacão de Categoria 1 com ventos de 140 km/h (90 mph). A previsão também previa que Otis fizesse um landfall entre as 6h00 e 18h00 horas tempo local (12h00 UTC ed 00h00 UTC no dia seguinte) em 25 de outubro, quase um dia depois do que iria acontecer quando tocou terra firme. Os modelos da previsão númerica do tempo falharam a captura da magnitude da intensificação explosiva que aconteceu, em parte devido a acumulação ou falta de dados. Apenas um voo de caçadores de furacões foi enviado e não existiu dados de Radar meteorológico de Doppler na sua área de landfall. Algumas previsões numéricas nem sequer previam a chegada a terra. Alguns peritos, incluindo o diretor do Centro Nacional de Furacões Michael Brennan, notaram que existiam poucos aparelhos disponíveis—como boias oceânicas e radares—a avaliar a intensidade do furacão na Pacífico Oriental, deixando os previsores dependentes nos dados de satélite.

## ‎Preparações

Imagens infravermelhas melhoradas de Otis fazendo landfall perto de Acapulco, Guerrero, em 25 de outubro

O governo do México emitiu um alerta de tempestade tropical e um aviso de furacão para as áreas a leste de Tecpán de Galeana a Lagunas de Chacahua às 03h00 UTC de 24 de outubro. Quando a tempestade se aproximou de terra e aumentou a intensificação, um aviso de furacão foi emitido para a costa entre Punta Maldonado e Zihuatanejo às 09h00 UTC 24 de outubro, 21 horas antes do desembarque. Em resposta à aproximação do furacão Otis, O governo de Guerrero abriu 396 abrigos para acomodar os residentes deslocados pelo vento forte e pelos danos causados pelas tempestades. O exército e a Marinha do México enviaram 8 000 soldados para apoiar operações de ajuda e resgate. As autoridades de Guerrero fecharam o principal porto de Acapulco. As escolas em Guerrero deviam fechar em antecipação à chegada da tempestade. Os voos para e fora do Aeroporto Internacional de Acapulco foram cancelados.
Em seu comunicado, que atualizou Otis para um furacão Categoria 5, 3 horas e 25 minutos antes do landfall, o NHC descreveu a situação como um "cenário de pesadelo" e advertiu que "esta é uma situação extremamente grave para a área metropolitana de Acapulco, com o núcleo do furacão destrutivo que provavelmente chegará perto ou sobre aquela grande cidade no início da quarta-feira. Não há furacões registados nem perto dessa intensidade para esta parte do México".

## Impacto
O furacão Otis fez landfall em Acapulco como furacão de Categoria 5 em 25 de outubro, tornando-se o furacão mais forte a atingir esta área do México. Uma estação meteorológica ao largo do oeste de Acapulco em Isla de La Roqueta [es] registou a rajada máxima de 217 km/h (135 mph) quando a parede do olho moveu-se através da cidade. O pico de ventos sustentados de 130 km/h (81 mph) também foram reportados pela estação. Em Guerrero, 37 linhas de transmissão, 26 subestações elétricas, uma central de geração elétrica, e 10 000 postes de eletricidade foram derrubados, resultando em mais de 500 000 casas a perderem a energia, apesar dos serviços terem sido restaurados rapidamente a cerca de 200 000. No estado, 220 305 casas foram danificadas. As perdas foram estimadas em US$ 15 bilhão pela empresa de risco de desastres naturais, Enki Research, e mais de US$ 10 bilhão pela empresa mundial de resseguros Gallagher Re., fazendo querer que possivelmente excede o furacão Wilma com o desastre mais custoso no México com US$ 7,5 bilhão de danos. A autoridade do turismo considerou Otis o pior furacão a atingir Acapulco, com o seu impacto mais severo que ambos Furacão Pauline e Furacão Manuel.
Cerca de 80% de todos os hotéis em Acapulco sofreram danos, incluindo relatórios de inundações e colapso de tetos dentro dos hotéis. Alguns edifícios foram gravemente danificados ou colapsaram. Dezoito estações de rádio foram abaixo, e a comunicação foi desligada na cidade. A cidade também perdeu o acesso à água potável. Um centro comercial em Acapulco foi destruído, e uma parte da autoestrada em direção à cidade foi fechada depois de um deslizamento. Dez estudantes e dois professores de Durango ficaram presos devido à tempestade. Mais para o interior, dez acidentes de viação ocorreram em Toluca Valley no estado do México, resultando em dois mortos.
Algumas empresas de aviação foram impactadas por Otis, com o serviço de Aeroméxico, Volaris, e Viva Aerobus afetado e suspenso em Acapulco e Zihuatanejo. Acapulco International Airport, que estava fechado a todos os voos, estava inacessível. Adicionalmente, a Base Aérea de Pie de la Cuesta perto de Acapulco ficou danificada, que tornou difícil as operações de socorro. A passagem de Otis desligou uma parte significativa da rede sísmica em Guerrero, de propriedade da SkyAlert, um aplicativo de aviso de terremoto amplamente utilizado no México, assim com a rede de avisos sísmicos SASMEX Network, outra rede pertencente a CIRES, responsável por emitir alertas através de altifalantes públicos e sinais de rádio. Vinte e sete sensores foram afetados em Guerrero e em partes dos estados vizinhos Michoacán e Oaxaca, bem como duas torres de transmissão nas cidades de Acapulco e Chilpancingo, dificultando a capacidade de notificar as grandes cidades próximas e mais distantes propensas a danos no caso de ocorrer um sismo ao longo das costas desses três estados. Em 28 de outubro, 19 dos sensores já tinham sido restaurados.

### Vítimas
Desde 28 de outubro de 2023 pelo menos 39 pessoas foram mortas e existiam mais 10 desaparecidos. Mesmo assim, isso não inclui 16 fatalidades que foram reportadas pela media e que ocorreram a seguir à quebra de eletricidade no hospital que foi negado pelo governo, um relatório oficioso pelo jornalista Eyder Peralta na National Public Radio de 50 corpos regatados por socorristas e 20 observados por um local, ou um relatório oficioso por um soldado mexicano que afirmou que a sua unidade tinha recuperado 1 corpo e que oficiais locais 6 outros; a sua adição elevaria o total para, pelo menos, 132. As populações locais criticaram o número oficial de mortos como subestimado, ao que o Presidente Manuel L. Obrador respondeu acusando os seus opositores de fazerem do número de mortos uma questão política. Na altura da primeira estimativa do número de mortos de 27, López Obrador tinha dito que "embora a morte de qualquer pessoa seja lamentável, não havia muitos".

## Consequências
O governo de Guerrero mobilizou 30 a 40 camiões para transportar turistas deslocados para abrigos. O governo federal mobilizou 10 000 militares para ajudar nos esforços de recuperação. O governo do México tem disponíveis US$ 1,7 bilhão do fundo de emergência para desastres naturais. O bloco congressista do Morena ofereceu 10 milhões de pesos adicionais em ajuda. Dez médicos de Michoacán voaram para Acapulco para assistir com ajuda. Até 28 de outubro, o governo tinha dado 8 100 litros de suprimentos e 16 000 litros de água a Acapulco. A Marinha do México também deu 4 000 sacos de alimentos e 32 000 litros de água. Servicio de Administración Tributaria atrasou a entrega do impostos para todos os residentes até 10 de novembro. A Cruz Vermelha do México trouxe 75 t (74 long tons; 83 short tons) de ajuda humanitária e mobilizou 300 voluntários em Acapulco. O Walmart ofereceu dobrar todo o dinheiro doado às vítimas da tempestade. Banco Santander suspendeu pagamentos de empréstimos para todas a vítimas por seis meses. Universidad Nacional Autónoma de México entregou 40 t (39 long tons; 44 short tons) de ajuda. O Estados Unidos enviou equipamento para reabrir as estradas e disse que honraria pedidos do governo do México para ajuda. A portagens na Autoestrada Federal do México 95 foram suspensas para permitir a ajuda humanitária. Houve relatórios de saques que ocorreram na cidade depois da tempestade, levando o Presidente López Obrador a ordenar a Guarda Nacional a instalar pontos de controle.

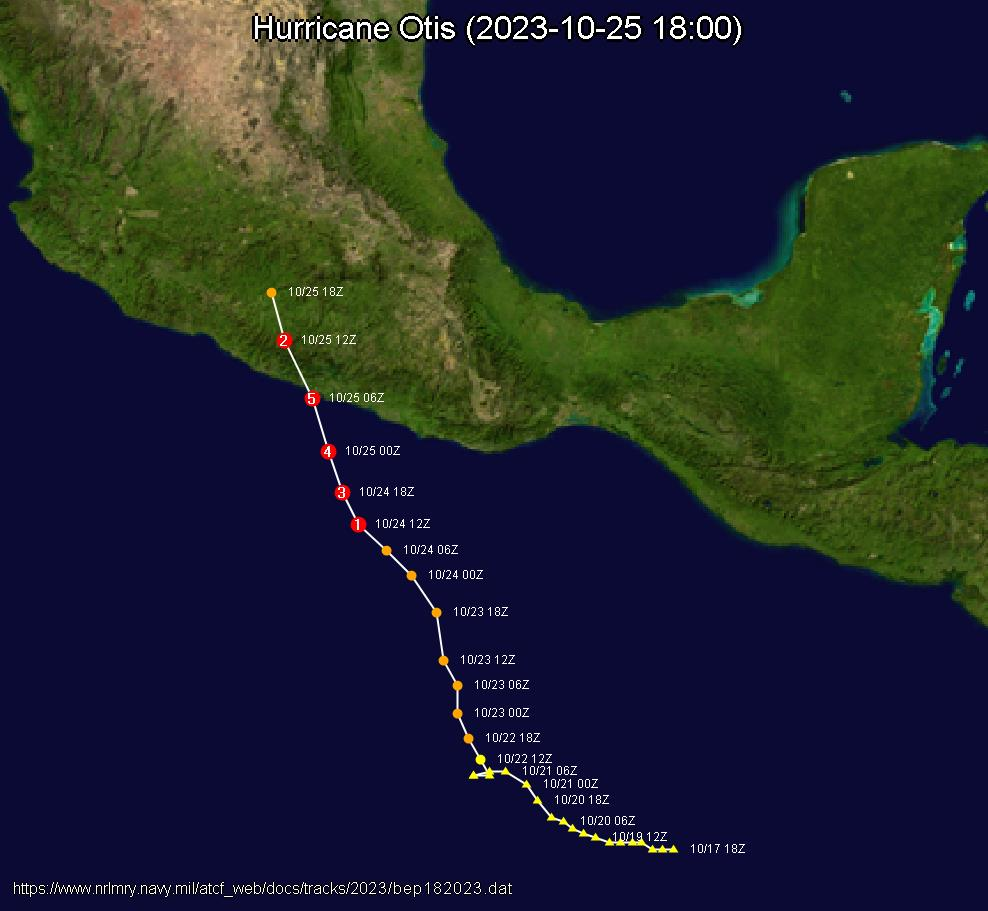
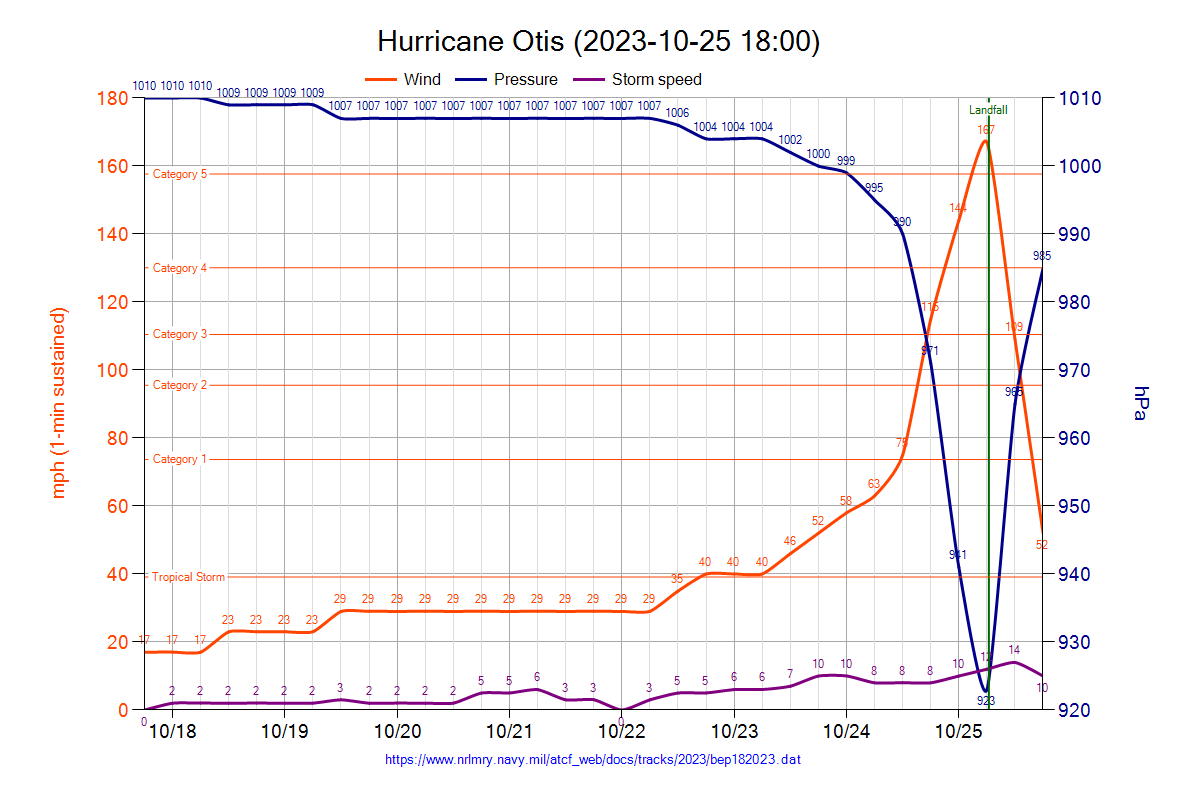